# Parti de la liberté de l'Ontario
 (février 2025).
La mise en forme du texte ne suit pas les recommandations de Wikipédia : il faut le « wikifier ».
Les points d'amélioration suivants sont les cas les plus fréquents. Le détail des points à revoir est peut-être précisé sur la page de discussion.
- Les titres sont pré-formatés par le logiciel. Ils ne sont ni en capitales, ni en gras.
- Le texte ne doit pas être écrit en capitales (les noms de famille non plus), ni en gras, ni en italique, ni en « petit »…
- Le gras n'est utilisé que pour surligner le titre de l'article dans l'introduction, une seule fois.
- L'italique est rarement utilisé : mots en langue étrangère, titres d'œuvres, noms de bateaux, etc.
- Les citations ne sont pas en italique mais en corps de texte normal. Elles sont entourées par des guillemets français : « et ».
- Les listes à puces sont à éviter, des paragraphes rédigés étant largement préférés. Les tableaux sont à réserver à la présentation de données structurées (résultats, etc.).
- Les appels de note de bas de page (petits chiffres en exposant, introduits par l'outil «  Source ») sont à placer entre la fin de phrase et le point final[comme ça].
- Les liens internes (vers d'autres articles de Wikipédia) sont à choisir avec parcimonie. Créez des liens vers des articles approfondissant le sujet. Les termes génériques sans rapport avec le sujet sont à éviter, ainsi que les répétitions de liens vers un même terme.
- Les liens externes sont à placer uniquement dans une section « Liens externes », à la fin de l'article. Ces liens sont à choisir avec parcimonie suivant les règles définies. Si un lien sert de source à l'article, son insertion dans le texte est à faire par les notes de bas de page.
- La présentation des références doit suivre les conventions bibliographiques. Il est recommandé d'utiliser les modèles {{Ouvrage}}, {{Chapitre}}, {{Article}}, {{Lien web}} et/ou {{Bibliographie}}. Le mode d'édition visuel peut mettre en forme automatiquement les références.
- Insérer une infobox (cadre d'informations à droite) n'est pas obligatoire pour parachever la mise en page.

Pour une aide détaillée, merci de consulter Aide:Wikification.
Si vous pensez que ces points ont été résolus, vous pouvez retirer ce bandeau et améliorer la mise en forme d'un autre article.
Le Parti de la liberté de l'Ontario ( PLO ; Anglais: The Freedom Party - Ontario) est un parti politique provincial de l'Ontario, au Canada. Il est fondé le 1er janvier 1984 à London, en Ontario, par Robert Metz ainsi que Marc Emery. Le Parti présente des candidats à toutes les élections provinciales depuis l'année 1985, ainsi qu’à de nombreuses élections partielles. Il participe également à plusieurs débats de politique publique, en particulier concernant des questions sociales controversées.

## Idéologie
L'idéologie fondateur du Parti de la liberté est que :
- « chaque individu, dans la poursuite pacifique de son épanouissement personnel, a un droit absolu à sa propre vie, à sa liberté et à sa propriété. »

Les objectifs déclarés du Parti de la liberté sont : 
1. Encourager les électeurs à voter pour les candidats du PLO aux élections provinciales ainsi qu'aux partielles.
2. Influencer le gouvernement par l'élection de candidats du parti à l'Assemblée législative de l'Ontario.
3. Protéger le droit de chaque résident de l'Ontario à la vie, à la liberté et à la propriété.
4. Construire et soutenir le PLO en devenant un réseau de personnes dédiés à la mise en œuvre des principes susmentionnés.

Le PLO a, depuis sa création en 1984, annoncé que « le Parti de la liberté croit que le but du gouvernement est de protéger notre liberté de choix, et non de la restreindre. »  Le PLO veut un gouvernement qui ne prend en compte que les points appuyés par des preuves. Il déclare que toutes les lois et décisions gouvernementales doivent être logiques et doivent servir à garantir que la vie, la liberté ainsi que les biens d'aucun individu ne soient pris sans son accord.

## Histoire
En 1980, un conflit se produit au sein du mouvement libertaire en Ontario. En conséquence de nombreux membres du parti, mécontents de sa direction et de sa structure démocratique, quittent pour joindre le parti objectiviste Unparty. En 1984, le parti Unparty change de nom pour devenir le Parti de la liberté de l'Ontario,.

### Fondation
Le Parti de la liberté de l'Ontario est créé par quelques individus basés dans la région de London, en Ontario, dont Robert Metz ainsi que Marc Emery, fondateur du journal The London Tribune (un quotidien grand format) à London en 1980 . Puis plus tard, ils ont publié le journal London Metrobulletin (à partir de mars 1983). Vers la fin de 1983, Metz a pris en le parti Unparty basé à Toronto, qui avait cependant du fermé ses portes et son bureau situé à Toronto. Élections Ontario a approuvé le changement du nom du parti passant de Unparty, au Parti de la liberté de l'Ontario, le 19 octobre 1983. Étant donné, que Metz et Emery ont tourné leur attention vers la politique électorale, le dernier numéro du journal le London Metrobulletin est distribué en décembre 1983. Le Parti de la liberté est officiellement lancé le 1er janvier 1984 et son siège social est situé dans la ville de London. Sa plateforme fondatrice se résume ainsi : « Le PLO croit que le but du gouvernement est de protéger notre liberté de choix, et non de la couper. »

### 1984–2002
Le PLO est surtout connu dans les années 1980 pour ses campagnes contre la censure et les lois provinciales qui limitent les achats le dimanche. Metz, le premier chef du parti, s'exprimant au nom du PLO en 1987, déclare que le débat sur les achats du dimanche porte fondamentalement sur la liberté de choix du détaillant et du consommateur. Les membres principaux du Parti de la liberté se positionnent contre les restrictions légales sur la pornographie si celles-ci concernent des relations sexuelles consensuelles entre adultes consentants. Ils se positionnent également contre l'interdiction de la marijuana (avant sa légalisation), arguant que l'État n'a pas le droit de légiférer sur la question.
Concernant, les questions économiques, le Parti soutient les réductions d’impôts et est contre les programmes d’aide sociale provinciaux. Le parti critique également la Commission ontarienne des droits de la personne et les programmes de discrimination positive. Certains anciens membres éminents du Voice of Canadians (VOC), un groupe aujourd'hui disparu qui s'opposait au multiculturalisme officiel et au bilinguisme officiel, se sont affiliés au PLO depuis les années 1990.
Metz devient le premier chef du parti en 1987 et occupe ce poste jusqu'en 1994, date où il est remplacé par son successeur Jack Plant. Plant démissionne, trois ans plus tard, en 1997 et est remplacé par Lloyd Walker. De 1987 et 2002, tous les chefs du parti sont originaires de la ville de London en Ontario, et les activités du parti sont principalement organisées depuis cette ville. Le bulletin d'information du parti, Freedom Flyer, est publié de manière occasionnelle et des exemplaires antérieurs sont disponibles en ligne.
Le Parti de la liberté s'oppose tout au long de son existence aux restrictions imposées par le gouvernement à la liberté d'expression et à la liberté de parole, affirmant que l'État n'a pas le droit d’intervenir, sauf en cas de fraude, de diffamation ou de commission de crimes tels que les relations sexuelles avec des enfants. Marc Emery conteste fréquemment les lois canadiennes sur la censure au cours de ses années en tant qu'organisateur du PLO, par l'intermédiaire de la librairie privée qu'il exploite à London. Il continue de le faire après avoir démissionné du PLO en 1990.
Le PLO adopte une position libertaire civile sur le discours de haine et le droit des individus à exprimer leurs opinions politiques, que ces opinions soient rationnelles ou irrationnelles, inoffensives ou offensantes, populaires ou impopulaires. En 1999, la police de London écrit à Raphael Bergmann et Tyler Chilcott, affirmant qu'ils sont membres du Nothern Alliance. La lettre précise que, dans la mesure où ils appartiennent à un groupe « d'extrême droite », ils sont « tenus » de se présenter à la police pour expliquer leurs opinions. Le chef du PLO, Lloyd Walker, demande au solliciteur général David Tsubouchi de fournir une liste de convictions politiques « extrêmes » qui pourraient donner lieu à une telle action policière. Le gouvernement ne fournit aucune réponse et l'affaire n'a pas de suites. Bergmann et Chilcott n'ont jamais été membres du PLO et le parti ne soutient pas leurs opinions, simplement leur droit de les exprimer.

### Depuis 2002 sous la direction de Paul McKeever
Le parti est partiellement restructuré en 2002, lorsque l'avocat d'Oshawa, Paul McKeever, remplace Walker comme chef du parti. McKeever soutient que le PLO vise désormais à construire une base électorale et qu'une nouvelle organisation, Parti international de la liberté (PIL) (en anglais, Freedom Party International), reprend son rôle de défenseur antérieur. Le PIL publie désormais l'ancien journal du PLO, Consent.
McKeever (né en 1966) est le chef du parti depuis 2002. Il est diplômé de l'Université Trent avec un baccalauréat en sciences avec distinction en 1989 et une maîtrise ès arts de l'Université Western Ontario en 1991 et un diplôme en droit de la même université en 1995. Il pratique actuellement le litige civil et le droit du travail.
McKeever devient membre du Parti de la liberté de l'Ontario en 1992. Il rejoint son comité exécutif en 1999 et devient chef du parti en 2002 après la démission de Lloyd Walker. Il est le premier chef du parti à ne pas résider à London, en Ontario. McKeever est également propriétaire et exploitant du site Web « Mondo Politico », qui examine les positions politiques de divers partis, y compris le sien.
McKeever est candidat du Parti de la liberté de l'Ontario aux élections de 1999 dans Toronto-Centre-Rosedale, où il obtient 344 voix, soit 0,8 % de tous les votes exprimés. Aux élections provinciales de 2003, dans la circonscription d'Oshawa, il se classe cinquième sur six candidats avec 518 voix, soit 1,3 % de tous les suffrages exprimés. McKeever est le candidat du Parti de la liberté lors de l'élection partielle du 30 mars 2006 dans Whitby—Ajax et obtient 198 voix, soit 0,6 % de tous les bulletins de vote exprimés. Lors des élections provinciales de 2007, McKeever se présente dans London-Ouest, où il obtient 234 voix, soit 0,5 % de tous les bulletins de vote exprimés. Il est candidat à l'élection partielle provinciale du 17 septembre 2009 dans la circonscription torontoise de St. Paul's et obtient 61 voix (0,2 %).
Sous la direction de McKeever, le PLO présente 24 candidats aux élections provinciales de 2003 ainsi que 15 candidats aux élections provinciales de 2007. 56 candidats du Parti de la liberté participent aux élections provinciales de 2011 et 42 aux élections provinciales de 2014. Le Parti de la liberté du Canada (PLC) ne présente aucun candidat aux élections fédérales.
Le PLO promeut une plateforme électorale intitulée « La bonne direction » aux élections de 2003, en faisant valoir qu'avec les conservateurs se détournant de la révolution du bon sens de Mike Harris dictant que le Parti de la liberté est le seul parti restant qui a du « bon sens » .
Le 4 octobre 2005, le PLO publie son programme électoral pour 2007. Il met l'accent sur la concurrence dans les domaines de la santé et de l'éducation, l'abrogation des contrôles des prix de l'électricité, le remplacement des taxes foncières par des taxes à la consommation et l'élimination de l'impôt provincial sur le revenu.
Des onze candidats, aucun ne remporte de siège lors des élections générales de 2022 en Ontario.

### Autres partis de la liberté
Le PLO est affilié au Parti de la liberté du Canada (PLC), un parti politique non enregistré fondé par Paul McKeever (chef actuel du PLO) ainsi que Robert Metz (fondateur du PLO) le 20 juillet 2001. Cependant, depuis sa fondation, il n’a jamais présenté de candidats à une élection fédérale. Le PLO est également affilié au Parti international de la liberté (PIL) , qui n'est pas un parti politique mais une organisation fondée pour défendre et promouvoir la philosophie du parti et pour servir d'autorité qui doit être consultée par toute personne souhaitant former un parti politique affilié. Le PLO, le PLC, le FPUSA (le Parti de la liberté des États-Unis) et le PIL ne sont pas affiliés au Parti de la liberté de la Colombie-Britannique, au Parti de la liberté du Manitoba ou à d'autres partis qui sont connus sous le nom de « Parti de la liberté ».

## Résultats des élections
| Année d'élection | Chef          | Numéros de vote Total | % du vote total | Nombre de Candidat | Nombre de siège Gagné | +/−     |
| ---------------- | ------------- | --------------------- | --------------- | ------------------ | --------------------- | ------- |
| 1985             | Robert Metz   | 1,583                 | 0.1             | 3                  | 0                     | Nouveau |
| 1987             | Robert Metz   | 4,735                 | 0.1             | 9                  | 0                     | 0       |
| 1990             | Robert Metz   | 6,015                 | 0.2             | 10                 | 0                     | 0       |
| 1995             | Jack Plant    | 4,532                 | 0.1             | 11                 | 0                     | 0       |
| 1999             | Lloyd Walker  | 4,806                 | 0.1             | 14                 | 0                     | 0       |
| 2003             | Paul McKeever | 8,376                 | 0.2             | 24                 | 0                     | 0       |
| 2007             | Paul McKeever | 3,003                 | 0.1             | 15                 | 0                     | 0       |
| 2011             | Paul McKeever | 9,285                 | 0.2             | 56                 | 0                     | 0       |
| 2014             | Paul McKeever | 12,381                | 0.3             | 42                 | 0                     | 0       |
| 2018             | Paul McKeever | 2,565                 | 0.04            | 14                 | 0                     | 0       |
| 2022             | Paul McKeever | 2,103                 | 0.04            | 11                 | 0                     | 0       |

- Élection partielle provinciale du 31 mars 1988 – London-Nord, 548 voix (1,7 %), cinquième des six candidats
- Élection partielle provinciale du 3 novembre 1988 – Welland—Thorold, 260 voix (0,9 %), quatrième des cinq candidats
- Élection partielle provinciale du 1er avril 1993 – Don Mills, 161 voix (0,9 %), septième sur huit candidats
- Élection partielle provinciale du 24 novembre 2005 – Scarborough—Rouge River, 59 voix (0,4 %), sixième des six candidats.
- Élections partielles provinciales du 31 mars 2006 :
  - Toronto—Danforth, 93 voix, (0,3 %), sixième sur neuf candidats
  - Whitby—Ajax, 198 voix, (0,6 %), cinquième des sept candidats (le candidat du PLO était le chef du parti Paul McKeever)
  - Nepean—Carleton, 74 votes, (0,2 %), sixième des six candidats
- Élection partielle provinciale du 14 septembre 2006 – Parkdale—High Park, 111 voix (0,4 %), septième sur huit candidats
- Élections partielles provinciales du 6 septembre 2012 :
  - Vaughan, 90 voix (0,3 %), huitième sur neuf candidats.
  - Kitchener—Waterloo, 95 voix (0,2 %), sixième sur dix candidats.
- Élections partielles provinciales du 1er août 2013 :
  - Scarborough—Guildwood (Matthew Oliver), 80 voix (0,3 %), neuvième sur dix candidats
  - Etobicoke—Lakeshore (Wayne Simmons), 57 voix (0,2 %), dernier des huit candidats
  - Ottawa-Sud (Dave McGruer), 85 voix (0,2 %), huitième sur neuf candidats
  - Windsor—Tecumseh (Andrew Brannan), 124 voix (0,5 %), dernier des sept candidats
  - London West (Al Gretzky), 1 838 voix (5,0 %), quatrième sur six candidats

## Les dirigeants des partis
1. Robert Metz (1987–1994)
2. Jack Plant (1994-1997)
3. Lloyd Walker (1997-2002)
4. Paul McKeever (2002–)

(Note : Le parti n'a pas eu de chef officiel entre 1984 et 1987. Robert Metz en était donc le président pendant cette période même si Lloyd Walker a été initialement choisi comme chef par intérim.)